# Ospreyella depressa
Ospreyella depressa är en armfotingsart som beskrevs av Lüter, Wörheide och Joachim Reitner 2003. Ospreyella depressa ingår i släktet Ospreyella och familjen Thecideidae. Inga underarter finns listade i Catalogue of Life.